# Alfonso Thiele
Alfonso Thiele (Istanboel, 5 april 1920 – Novara, 15 juli 1986) was een Italiaans-Amerikaans autocoureur.
Hij nam deel aan de Grand Prix van Italië in 1960 voor het team Scuderia Centro Sud, maar scoorde hierin geen punten voor het wereldkampioenschap Formule 1.